# Juvigny-le-Tertre

Juvigny-le-Tertre este o comună în departamentul Manche, Franța. În 1 ianuarie 2018 avea o populație de 600 de locuitori.